# Melinda Naud
Melinda Naud (New York, 24 februari 1955) is een Amerikaans actrice. Zij speelde de rol van Luitenant Dolores Crandall in de televisieserie Operation Petticoat.  

## Filmografie
- Beyond Death's Door (1979)
- Amateur Night at the Dixie Bar and Grill (1979)
- Nightside (1980)
- A Day for Thanks on Walton's Mountain (1982)
- The Cracker Brothers (1985)

## Televisieseries
- Happy Days (1975 en 1982), 4 afleveringen
- Marcus Welby, M.D. (1975)
- Operation Petticoat (1977), 33 afleveringen
- McMillan & Wife (1977)
- Baa Baa Black Sheep, aka Black Sheep Squadron (1977)
- The Six Million Dollar Man (1977)
- Flying High (1978)
- Fantasy Island (1978), 2 afleveringen
- Sword of Justice (1978)
- Detective School (1979), 8 afleveringen
- The Love Boat (1979)
- Young Maverick (1980)
- The Dukes of Hazzard (1982)